# Přímá řeč
Přímá řeč je literární figura, kterou tvoří jedna nebo několik vět vložených do vyprávění jako doslovný citát některé postavy. 
Bývá uzavřena v uvozovkách (standardních nebo jiných) a může být doprovozena uvozovací, resp. doplňovací větou vyjadřující kdo, případně jakým způsobem řeč pronesl. Pokud tato věta přímou řeč předchází, je ukončena dvojtečkou, pokud je do přímé řeči vložena nebo následuje po ní, odděluje se čárkou (čárkami). Někteří autoři s označováním přímé řeči zacházejí volněji, např. indikují pouze její začátek (typicky pomlčkou) a její ukončení nechávají vyplynout jen z kontextu, nebo ji neoznačují vůbec.
V klasické próze se přímá řeč vyskytuje většinou jen sporadicky pro oživení proudu vyprávění, v poezii se pak objevuje jen výjimečně. Naopak scénáře (filmové, divadelní) bývají na přímé řeči postaveny (dialogy).

## Příklady
Přímou řeč lze psát čtyřmi způsoby, lišící se pozicí uvozovací věty:
- Karel řekl: „Vida, prší.“
- „Vida, prší,“ řekl Karel.
- „Vida,“ řekl Karel, „prší.“
- Karel řekl: „Nemám čas,“ a běžel dál.

## Přímá řeč a citát
Od vědeckého citátu, který nemusí obsahovat celou větu, cituje reálnou osobu a dokládá nějaké tvrzení, liší se přímá řeč tím, že obsahuje celou výpověď, která se obvykle přisuzuje literární postavě, a že slouží především k oživení vyprávění.

## Nepřímá a polopřímá řeč
Místo přímé řeči lze zvolit tzv. nepřímou řeč, při které nevypisujeme celý projev, ale pouze se na něj odkazujeme:
- Karel řekl, že prší a že si má vzít deštník.

Některé složky jazyka se při převodu přímé řeči na nepřímou obvykle nepřenášejí. Především se to týká některých částic a citoslovcí:
- „No, to by ses musel víc snažit.“ - Říkal, že bych se musel víc snažit.

Kromě toho ovšem nepřímá řeč reprodukuje spíše záměr promluvy (ilokuci) než její samotný obsah (lokuci):
- Alena: „Co koupíme Lence k narozeninám?“ – Bedřich: „Lenka má ráda růže.“ - Nepřímá řeč: Bedřich navrhoval, že máme Lence koupit růže.[1]

V nepřímé řeči se často užívá částice prý, která má zdůraznit, že se mluvčí neztotožňuje s obsahem promluvy:
- Karel tvrdil, že prý venku prší, (ale já si tím nejsem jistý, já to nemohu potvrdit).

Polopřímá řeč je další alternativou přímé řeči:
- Podle Karla prší, a že si prý má vzít deštník.

Ještě volnější variantou než nepřímá řeč je zpráva o řeči: 
- Karel říkal něco o dešti, ale moc jsem ho neposlouchal.[2]